# فاضل همدانی
فاضل همدانی (علی مثبت) (۱۳۲۴ قم- ۱۲ شهریور ۱۴۰۳) روحانی شیعه، سیاستمدار و نماینده دوره‌های دوم و سوم مجلس شورای اسلامی از حوزه انتخابیه بهار و کبودرآهنگ.